# Bregmatomyrma

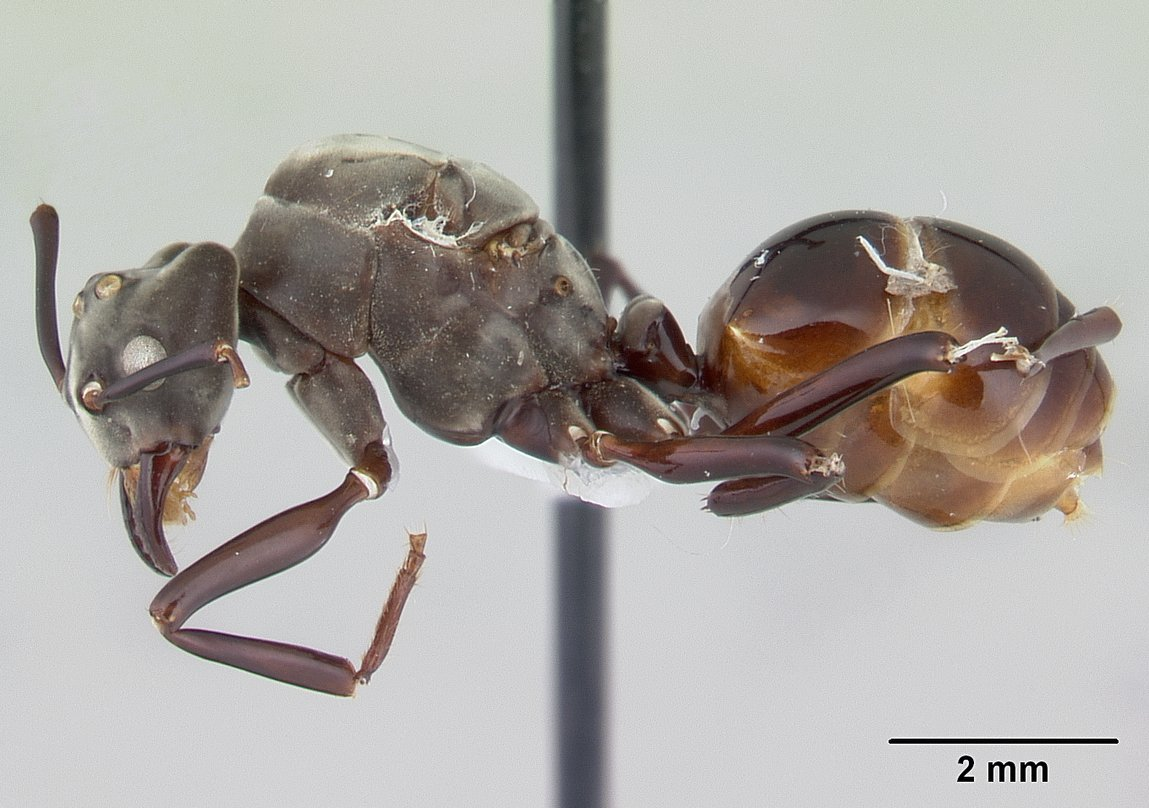
Муравей Bregmatomyrma carnosa

Bregmatomyrma (лат.) — род муравьёв подсемейства формицины (Formicinae, Plagiolepidini). Юго-Восточная Азия (Dutch East Borneo).

## Описание
Среднего размера муравьи (длина самки 7 мм) коричневого цвета, предположительно социальные паразиты (рабочие особи и самцы не найдены). Голова с глубокой затылочной выемкой. Оцеллии очень крупные. Заднегрудка округлая без проподеальных шипиков. Усики у самок 12-члениковые. Жвалы самок с 5 зубцами. Нижнечелюстные щупики 3-члениковые, нижнегубные щупики состоят из 3 сегментов.
Стебелёк между грудкой и брюшком состоит из одного сегмента (петиоль). Ранее род Bregmatomyrma выделяли в отдельную трибу Bregmatomyrmini.
- Bregmatomyrma carnosa Wheeler, 1929